# باد دوبري
باد دوبري (بالإنجليزية: Alvin Dupree)‏ هو لاعب كرة قدم أمريكية أمريكي، ولد في 12 فبراير 1993 في ماكون في الولايات المتحدة.

## وصلات خارجية
- باد دوبري على موقع إي إس بي إن.كوم (أن.أف.أل)3
- باد دوبري على موقع مرجع كرة القدم المحترفة.كوم (الإنجليزية)
- باد دوبري على موقع كلية كرة القدم في سبورتس رفرنس.كوم (الإنجليزية)